# Kenyeres János
Kenyeres János Balázs (Budapest, 1967 –) magyar irodalomtörténész. Az Eötvös Loránd Tudományegyetem Bölcsészettudományi Kar Angol–Amerikai Intézet habilitált oktatója és igazgatója.

## Családja
Édesapja Kenyeres Zoltán (1939–) magyar irodalomtörténész, apai nagyszülei Kenyeres Imre (1911–1962) magyar író, újságíró, irodalomtörténész, lapszerkesztő és Kenyeres Ágnes (1911–2012) lexikográfus és filológus.

## Tanulmányai és oktatói karrier
1991-ben diplomázott az ELTE-n. 2000-ben szerzett doktori címet. 2002 és 2005 Az ELTE BTK Anglisztika Tanszék tanszékvezető helyettese volt. 
2005 és 2008 között a Torontói Egyetem vendégprofesszora volt.
2008 és 2014 között az ELTE BTK Angol–Amerikai Intézet Kutatásért felelős igazgatói posztját töltötte be.
2014-ben habilitált irodalom- és kultúratudományokból. 
2015-ben Frank Tibortól vette át az ELTE BTK Angol–Amerikai Intézet igazgatói posztját.
2019-ben interjút készítettek vele a 44. AHEA-konferencián. 2019-ben jelent meg a Manifestations of Hungarian Identity in Literature kézirata. 2019-ben előadást tartott a 4. éves AHAA-konferencián. 2020-ban megjelent a Canadian Studies: The Hungarian Contribution c. munkája.

## Publikációi
A Google Tudós alapján az alábbi kéziratok a legidézettebbek:
- Kenyeres, J. (2000). Revolving around the Bible.[10]
- Kenyeres, J. J Nagy, E Sepsi, M Vassányi (2014). Indigenous Perspectives of North America: A Collection of Studies. Cambridge Scholars Publishing.
- Kenyeres, J. (2014). Aspects of Canadian Multiculturalism: History, policy, theory and impact.
- Kenyeres, J. (2019). Manifestations of Hungarian Identity in Literature. Hungarian Cultural Studies, 12, 1–27.
- Kenyeres, J. (2000). An investigation into TS Eliot’s “Impossibly fertile paternity”: Northrop Frye. Hungarian Journal of English and American Studies, 6(2), 35–45.